# Établissement public territorial
Ne doit pas être confondu avec Établissement public territorial de bassin.
Pour les articles homonymes, voir EPT.
Un établissement public territorial (EPT) est une structure administrative ayant le statut d'établissement public de coopération intercommunale créée en 2016 dans le cadre de la création de la métropole du Grand Paris (MGP) au sein des trois départements de la petite couronne et (pour 7 communes) dans deux départements limitrophes.

## Statut
La loi du 27 janvier 2014 de modernisation de l’action publique territoriale et d’affirmation des métropoles (MAPTAM) avait prévu la création de subdivisions de la métropole du Grand Paris dénommées Territoires, organismes dépourvus de la personnalité morale mais dotés d'institutions et de compétences déléguées qui les auraient fait ressembler à des arrondissements municipaux, comme ceux dont sont dotés Paris, Lyon et Marseille.
Cela impliquait que les compétences antérieurement transférées par certaines communes aux EPCI supprimés par la création de la métropole seraient restituées aux communes, causant d'importantes difficultés lorsque les intercommunalités avaient créé des services et des équipements communs.
C'est pourquoi les élus de Paris Métropole demandent le 16 mai 2014 que les territoires soient dotés d’un statut sui generis correspondant :

« • à un cadre pertinent d’initiatives, de projets et de dynamiques de développement territorial, en articulation avec la métropole ;

• à un échelon déconcentré de la métropole dans l’exercice de ses compétences ;

• à un outil de mutualisation des services et équipements publics, entre communes, assurant la sécurité juridique, la solidarité financière, la qualité et la continuité du service public, la stabilité des garanties pour le personnel. »

Les territoires sont désormais définis par la loi portant nouvelle organisation territoriale de la République du 7 août 2015 (loi NOTRe) comme constituant des établissements publics territoriaux, personnes morales de droit public soumises au régime des syndicats de communes et des dispositions spéciales définies aux articles L. 5219-2 à L. 5219-12 du code général des collectivités territoriales, dans leur rédaction issue de la loi NOTRe.
Ensembles urbains d'au moins 300 000 habitants, les EPT sont définis par décrets no 2015-1655 à 2015-1665 du 11 décembre 2015, dispositions entrées en vigueur le 1er janvier 2016 ; ils disposent de la personnalité juridique et sont financés jusqu'à fin 2020 par la cotisation foncière des entreprises (CFE), la métropole se voyant attribuer la cotisation sur la valeur ajoutée des entreprises (CVAE). Les EPT ne peuvent séparer des communes unies dans un EPCI préexistant et leur périmètre peut se baser sur les contrats de développement territorial (CDT) déjà négociés : les trois EPCI déjà constitués et de taille suffisante que sont Plaine commune, Est ensemble et Grand Paris Seine Ouest prennent en 2016 le statut d'EPT.
La ville de Paris, qui forme son propre territoire dans la métropole, mais qui dispose de longue date d'un statut particulier, n'est pas intégrée dans un nouvel EPT comme les onze autres territoires, et conserve donc les compétences normalement dévolues aux EPT. La ville de Paris élit ses propres conseillers métropolitains (en plus des élus au conseil de Paris).

## Liste des territoires métropolitains et des EPT

Les territoires du Grand Paris.

Les onze établissements publics territoriaux ont été définis par les décrets no 2015-1655 à 2015-1665 du 11 décembre 2015.
| Territoire métropolitain | Territoire métropolitain   | Département(s)             | Siège(s) (administratif ou officiel)                           | Comm. | Population (2022) | Superficie (km2) | Conseil. métrop. | Conseil. terr. (2020−2026) | Président (2020−2026)    | Président (2020−2026) | Président (2020−2026) |
| ------------------------ | -------------------------- | -------------------------- | -------------------------------------------------------------- | ----- | ----------------- | ---------------- | ---------------- | -------------------------- | ------------------------ | --------------------- | --------------------- |
| T1                       | Ville de Paris             | Paris                      | Paris                                                          | 1     | 2 113 705         | 105,4            | 62               |                            |                          |                       |                       |
| T2                       | Vallée Sud Grand Paris     | Hauts-de-Seine             | Fontenay-aux-Roses (administratif) Antony (officiel)           | 11    | 408 084           | 47,0             | 11               | 80                         | Carl Segaud              |                       | LR                    |
| T3                       | Grand Paris Seine Ouest    | Hauts-de-Seine             | Meudon                                                         | 8     | 318 738           | 36,7             | 10               | 73                         | Pierre-Christophe Baguet |                       | LR                    |
| T4                       | Paris Ouest La Défense     | Hauts-de-Seine             | Puteaux (administratif), Nanterre (officiel)                   | 11    | 567 546           | 59,4             | 14               | 90                         | Joëlle Ceccaldi-Raynaud  |                       | LR                    |
| T5                       | Boucle Nord de Seine       | Hauts-de-Seine, Val-d’Oise | Gennevilliers                                                  | 7     | 460 202           | 49,7             | 10               | 80                         | Yves Réveillon           |                       | LR                    |
| T6                       | Plaine Commune             | Seine-Saint-Denis          | Saint-Denis                                                    | 9     | 487 471           | 47,4             | 12               | 80                         | Mathieu Hanotin          |                       | PS                    |
| T7                       | Paris Terres d'Envol       | Seine-Saint-Denis          | Aulnay-sous-Bois                                               | 8     | 373 856           | 78,1             | 9                | 72                         | Bruno Beschizza          |                       | LR                    |
| T8                       | Est Ensemble               | Seine-Saint-Denis          | Romainville                                                    | 9     | 441 048           | 39,2             | 10               | 80                         | Patrice Bessac           |                       | PCF                   |
| T9                       | Grand Paris - Grand Est    | Seine-Saint-Denis          | Noisy-le-Grand                                                 | 14    | 413 020           | 71,6             | 14               | 80                         | Xavier Lemoine           |                       | PCD-VIA               |
| T10                      | Paris-Est-Marne et Bois    | Val-de-Marne               | Champigny-sur-Marne                                            | 13    | 516 281           | 56,3             | 15               | 90                         | Olivier Capitanio        |                       | LR                    |
| T11                      | Grand Paris Sud Est Avenir | Val-de-Marne               | Créteil                                                        | 16    | 324 088           | 99,8             | 17               | 74                         | Laurent Cathala          |                       | PS                    |
| T12                      | Grand-Orly Seine Bièvre    | Val-de-Marne, Essonne      | Paray-Vieille-Poste (administratif) Vitry-sur-Seine (officiel) | 24    | 725 207           | 123,6            | 25               | 92                         | Michel Leprêtre          |                       | PCF                   |

## Élus
Les établissements publics territoriaux de la métropole du Grand Paris sont administrés par un conseil de territoire, où chaque commune membre est représentée par un ou plusieurs conseillers municipaux.
Lors de leur constitution initiale en 2016, les conseils de territoire comprenaient un représentant par commune, plus un représentant supplémentaire par tranche de 25 000 habitants en plus des représentants de la commune à la métropole désignés selon le même barème, soit par exemple quatre délégués pour une ville de 30 000 habitants.
- Pour les communes membres d'un EPCI déjà constitué, les délégués au conseil de territoire étaient élus à la proportionnelle par chaque conseil municipal, parmi les conseillers communautaires qui siégeaient au sein de l’EPCI dissout lors d'un scrutin de liste à un tour sans adjonction ni suppression de noms.
- Pour les communes restées jusqu'alors isolées, les conseillers métropolitains et territoriaux sont élus par le conseil municipal à la proportionnelle au scrutin de liste à un tour, en respectant la parité homme-femme.

À compter des élections municipales de 2020 : 
- les conseils de territoire sont constitués d'un nombre de membres déterminé en fonction de la population de l'EPT, variant de 64 pour ceux compris entre 200 000 et 249 999 habitants à 90 pour ceux dont la population dépasse le demi-million sans atteindre 699 999 habitants[18]. Les sièges du conseil de territoire sont répartis entre chaque communes membres et à la représentation proportionnelle à la plus forte moyenne, sur la base de leur population municipale authentifiée par le plus récent décret publié au journal officiel ;

- les conseillers métropolitains issus des communes membres de l'EPT sont membres de droit de leur conseil de territoire[19] ;
- pour atteindre le nombre requis de membres du conseil de territoire, les autres délégués sont désignés par les conseils municipaux et en leur sein, au scrutin de liste à un tour, sans adjonction ni suppression de noms et sans modification de l'ordre de présentation, chaque liste étant composée alternativement d'un candidat de chaque sexe. La répartition des sièges entre les listes est opérée à la représentation proportionnelle à la plus forte moyenne. Si le nombre de candidats figurant sur une liste est inférieur au nombre de sièges qui lui reviennent, le ou les sièges non pourvus sont attribués à la ou aux plus fortes moyennes suivantes[20],[21].

Le conseil de territoire élit en son sein un président et des vice-présidents, le nombre de ceux-ci ne pouvant dépasser 20 %, ou, par dérogation, 30 % du nombre total des conseillers.

## Compétences
L'établissement public territorial exerce les compétences qui lui sont transférées par les communes membres, dans les conditions fixées par le code général des collectivités territoriales, et notamment son article L. 5219-5.

### Compétences de plein droit
« L'établissement public territorial, en lieu et place de ses communes membres, exerce de plein droit les compétences en matière de :

1° Politique de la ville :
a) Élaboration du diagnostic du territoire et définition des orientations du contrat de ville ;
b) Animation et coordination des dispositifs contractuels de développement urbain, de développement local et d'insertion économique et sociale ainsi que des dispositifs locaux de prévention de la délinquance ;
c) Programmes d'actions définis dans le contrat de ville ;
d) Conjointement avec la métropole du Grand Paris, signature de la convention intercommunale mentionnée à l'article 8 de la loi n° 2014-173 du 21 février 2014 de programmation pour la ville et la cohésion urbaine, et, dans le cadre de son élaboration et du suivi de sa mise en œuvre, participation à la conférence intercommunale du logement […] ;
2° Construction, aménagement, entretien et fonctionnement d'équipements culturels, socioculturels, socio-éducatifs et sportifs d'intérêt territorial ;
3° Assainissement et eau ;
4° Gestion des déchets ménagers et assimilés ;

5° Action sociale d'intérêt territorial, à l'exception de celle mise en œuvre dans le cadre de la politique du logement et de l'habitat. L'établissement public territorial peut en confier la responsabilité, pour tout ou partie, à un centre intercommunal d'action sociale […] dénommé "centre territorial d'action sociale". »
— Article L. 5219-5 I du code général des collectivités territoriales
L'EPT a également la responsabilité d'élaborer : 
- un plan local d'urbanisme intercommunal (PLUI), portant sur la totalité de son territoire, et mettant en œuvre le schéma de cohérence territoriale (SCoT) de la métropole du Grand Paris[25] ;
- un plan climat-air-énergie, qui doit être compatible avec le plan climat-air-énergie territorial de la métropole[26].

La mise en œuvre de la compétence « traitement et valorisation des déchets ménagers » est transférée au SYCTOM (Syndicat mixte central de traitement des ordures ménagères) par l'ensemble des EPT (qui conservent la compétence de la collecte de ces déchets), à l'exception de Grand Paris Sud Est Avenir.

### Compétences partagées avec la métropole du Grand Paris
La métropole du Grand Paris a la charge partielle de certaines de ses compétences, à compter du 1er janvier 2017. Il s'agit notamment de : 
- la définition, le financement et la mise en œuvre des projets d'aménagement et de restructuration urbaines reconnus « d'intérêt métropolitain »,
- ainsi que l'amélioration du parc immobilier bâti et la réhabilitation ou la résorption de l'habitat insalubre « d'intérêt métropolitain ».

Les projets relevant de ces compétences que le conseil de la métropole n'aura pas reconnu « d’intérêt métropolitain » seront définis, financés et mis en œuvre par chaque EPT concerné, les communes perdant leurs compétences en la matière à compter du vote du conseil métropolitain définissant l'intérêt métropolitain,.

### Compétences issues des anciennes intercommunalités
Les communes membres d'intercommunalités créées avant la création de la métropole du Grand Paris avaient transféré certaines de leurs compétences à leur communauté de communes ou d'agglomération. Les lois MAPTAM et NOTRe organisent leur disparition et leur intégration dans les EPT géographiquement concernés.

La loi NOTRe prévoit dans ce cas que les EPT exercent, pour ces communes, les compétences qui avaient été transférées aux EPCI qu'ils remplacent : 

« Le conseil de territoire de l'établissement public territorial peut, par délibération, restituer les compétences transférées à titre supplémentaire par les communes membres aux EPCI à fiscalité propre existant au 31 décembre 2015, dans un délai de deux ans suivant la création de l'établissement public territorial. »

### Rattachement des offices publics de l'habitat
« Les offices publics de l'habitat (OPH) précédemment rattachés aux communes ou à leurs groupements situés dans le périmètre des établissements publics territoriaux sont rattachés à ces derniers à compter de l'approbation du plan métropolitain de l'habitat et de l'hébergement, et au plus tard le 31 décembre 2017. Parmi les représentants de l'établissement public territorial au sein du conseil d'administration de l'office figurent, dans une proportion d'au moins la moitié, des membres proposés par la commune de rattachement initial dès lors qu'au moins la moitié du patrimoine de l'office est située sur son territoire. »

### Intérêt territorial
Certaines des compétences de l'EPT ne s'exercent que sur les projets et équipements reconnus « d'intérêt territorial », et ceux qui n'ont pas reçu cette qualification restent exercés par les communes concernées, sauf s'il s'agit de compétences transférées aux anciennes intercommunalités.
L'intérêt territorial est décidé par « délibération du conseil de territoire à la majorité des deux tiers de ses membres, au plus tard deux ans après la création de la métropole du Grand Paris ». Faute d'avoir délibéré dans ce délai, « l'établissement public territorial exerce l'intégralité des compétences transférées ».

### Pouvoirs de police
Les EPT compétents en matière d'assainissement, de collecte des déchets ménagers, de réalisation d'aires d'accueil ou de terrains de passage des gens du voyage, les maires des communes concernées transfèrent au président de l'EPT les pouvoirs de police correspondants. Lorsque l'EPT est compétent en matière de voirie, leur présidents reçoivent des maires leurs pouvoirs de police de la circulation et du stationnement, et leurs prérogatives en matière d'autorisation de stationnement de taxis.
Toutefois, les maires peuvent s'opposer à ce transfert dans les six mois suivant le transfert de compétences et après chaque élection du président de l'EPT.

## Régime fiscal et pacte financier et fiscal
Les établissements publics territoriaux sont des EPCI. Ils perçoivent des produits fiscaux mais aussi des reversements d'autres collectivités.
Les ressources des EPT varient selon la période :
- Au cours de la première phase, qui s’étend du 1er janvier 2016 au 31 décembre 2020, les EPT perçoivent la cotisation foncière des entreprises (CFE), l'une des composantes de la fiscalité économique des entreprises. Ils pourront aussi percevoir la TEOM si l'EPT dispose de cette compétence, ainsi que la Taxe sur la consommation finale d'électricité (s'ils bénéficient de la compétence d'autorité organisatrice de la distribution d'électricité).
- À compter du 1er janvier 2021, la totalité de la contribution économique territoriale est perçue par la métropole du Grand Paris, modifiant ainsi le financement des EPT, qui seront alors financés entièrement par une contribution des communes membres et de la MGP. Ils pourront toujours percevoir TEOM et TCFE.